# Mustafa Hijri

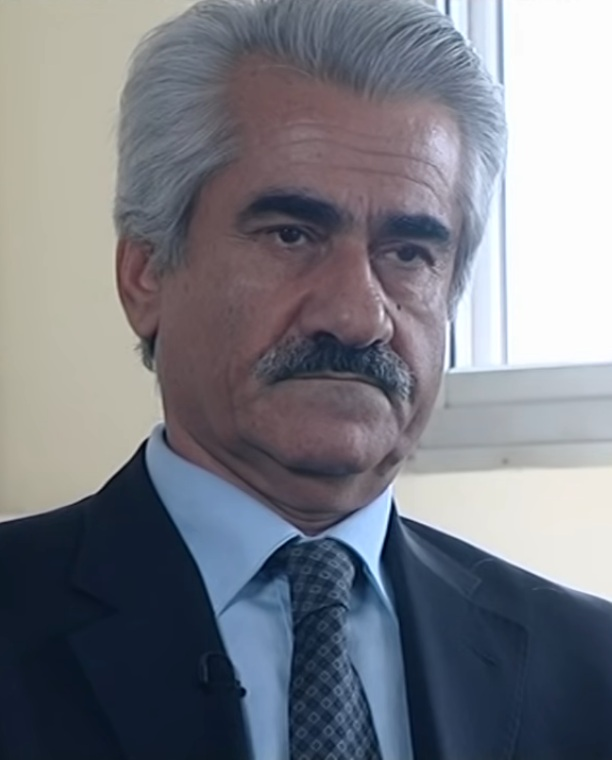
Mustafa Hijri in einem Interview mit BBC, Juni 2011

Mustafa Hijri (kurdisch مستەفا ھیجری Mistefa Hîcrî, persisch مصطفی هجری; bürgerlich Mustafa Mohammed Amin; * 1945 in Naghadeh, West-Aserbaidschan) ist ein iranisch-kurdischer Politiker. Er ist der aktuelle Vorsitzende der Demokratischen Partei des Iranischen Kurdistans (DPK-I).

## Politisches Leben
Hijri wurde 1945 in einer kurdischen Familie in Naqadeh in der Provinz West-Aserbaidschan im Iran geboren. Nach seinem Abschluss in Urumieh unterrichtete er an der Mittelschule. 1970 beginn er persische Literatur an der Universität Teheran zu studieren. Nachdem er sein Bachelor-Abschluss erhalten hatte, kehrte er in seine Heimatstadt zurück und fing wieder an, zu unterrichten. Er spielte eine wichtige Rolle bei den Massendemonstrationen von 1978 gegen den Schah (Islamische Revolution). Er erhielt dort 90 % der Stimmen, aber die Ergebnisse wurden von der neu gegründeten Islamischen Republik Iran für ungültig erklärt.
Am 4. Kongress der Demokratischen Partei Kurdistan-Iran im Jahr 1979 wurde er zum Mitglied des Zentralkomitees und einige Monate später zum Mitglied des Politbüros gewählt. Nach dem Tod von Abdul Rahman Ghassemlou und der Ernennung von Sadegh Scharafkandi zum Vorsitzenden wurde Hijri zum stellvertretenden Vorsitzenden gewählt.
Nachdem Sharafkandi am 17. September 1992 getötet wurde, wurde Hijri als Vorsitzender bestimmt, dessen Funktion er bis 1995 wahrnahm. Danach blieb er Mitglied des Politikbüros.
In der darauffolgenden Zeit als Mitglied des Politikbüros befürwortete Hirji den Föderalismus als Modell für die Regierungsführung und die Aufteilung der Macht im Iran. Seiner Ansicht nach muss der Föderalismus auf geografischen und ethnischen Gesichtspunkten beruhen, was seiner Meinung nach dazu beitragen soll, Missstände zwischen den verschiedenen ethnischen Gruppen im Iran zu beheben. Darüber hinaus versuchte er, sich für eine Koexistenz zwischen Kurden und Aserbaidschanern im Nordwesten des Irans einzusetzen. Auf dem 14. Kongress der DPK-I im September 2008 wurde er als Generalsekretär wiedergewählt.
Nach mehreren angeblichen Attentatsversuchen sowie angeblichen Raketen- und Drohnenangriffen auf das Hauptquartier der Partei soll Hijri im November 2022 untergetaucht sein. Im Februar 2024 wurde bekannt, dass die irakischen Behörden offenbar seinen Reisepass eingezogen haben.